# Roberto Fabbricini
Roberto Fabbricini  (Roma, 14 de julio de 1945) es un directivo deportivo italiano.
En 1972, ingresó en el Comité Olímpico Nacional Italiano (CONI, por sus siglas en italiano) y en 1973 en el Comité de Preparación Olímpica. Es directivo del CONI desde 1984 y directivo senior desde 1994. Durante su carrera como directivo, ha participado en 15 ediciones de los Juegos Olímpicos (8 de verano y 7 de invierno) y en 9 ediciones de los Juegos del Mediterráneo, además de haber sido jefe de la delegación en cinco Olimpiadas. Entre los diversos cargos desempeñados, fue secretario de la Federación Italiana de Hockey en 1978, vicesecretario de la Federación Italiana de Atletismo (FIDAL, por sus siglas en italiano) de 1990 a 1992, vice-comisario de la Federación Italiana de Natación de 1999 a 2000 y secretario general interino de la FIDAL en 2001. De 2009 a 2012, fue director ejecutivo de la Federación Italiana de Béisbol y Sófbol (FIBS, por sus siglas en italiano); a nivel internacional, fue miembro de la comisión técnica de los Juegos del Mediterráneo y de la comisión de los "Juegos Olímpicos" del Comité Olímpico Europeo. En 2014, fue nombrado regente del comité regional del CONI Marche.
El 1 de febrero de 2018, el CONI, presidido por Giovanni Malagò, nombró a Fabbricini como el nuevo comisario extraordinario de la Federación Italiana de Fútbol (FIGC, por sus siglas en italiano). Permaneció en el cargo hasta el 22 de octubre del mismo año, cuando fue sucedido por el nuevo presidente electo, Gabriele Gravina.